# Чемпіонат Німеччини з хокею 2005—2006
Чемпіонат Німеччини з хокею 2006 — 89-ий чемпіонат Німеччини з хокею, чемпіоном став Айсберен Берлін. Чемпіонат тривав з 9 вересня 2005 року по 12 березня 2006 року. Матчі серії плей-оф проходили з 15 березня по 17 квітня 2006 року.

## Регулярний сезон
| М   | Команда               | І  | В  | ВО | ПО | П  | Ш       | О   |
| --- | --------------------- | -- | -- | -- | -- | -- | ------- | --- |
| 1.  | Айсберен Берлін       | 52 | 29 | 5  | 3  | 15 | 181:142 | 100 |
| 2.  | Інгольштадт           | 52 | 30 | 3  | 2  | 17 | 162:120 | 98  |
| 3.  | ДЕГ Метро Старс       | 52 | 26 | 4  | 7  | 15 | 171:143 | 93  |
| 4.  | Нюрнберг Айс Тайгерс  | 52 | 26 | 2  | 9  | 15 | 137:120 | 91  |
| 5.  | Кельнер Гайє          | 52 | 24 | 6  | 5  | 17 | 185:143 | 89  |
| 6.  | Гамбург Фрізерс       | 52 | 21 | 8  | 6  | 17 | 144:145 | 85  |
| 7.  | Ганновер Скорпіонс    | 52 | 21 | 7  | 7  | 17 | 158:150 | 84  |
| 8.  | Крефельдські Пінгвіни | 52 | 19 | 9  | 4  | 20 | 173:169 | 79  |
| 9.  | «Франкфурт Ліонс»     | 52 | 18 | 5  | 6  | 23 | 124:137 | 70  |
| 10. | Адлер Мангейм         | 52 | 19 | 4  | 3  | 26 | 148:155 | 68  |
| 11. | Ізерлон Рустерс       | 52 | 18 | 3  | 5  | 26 | 166:178 | 65  |
| 12. | Аугсбург Пантерс      | 52 | 15 | 5  | 6  | 26 | 139:184 | 61  |
| 13. | Кассель Хаскіс        | 52 | 15 | 5  | 3  | 29 | 137:179 | 58  |
| 14. | Дуйсбург              | 52 | 12 | 5  | 5  | 30 | 131:191 | 51  |

Скорочення: М = підсумкове місце, І = ігри, В = перемоги, ВО = перемога в овертаймі, ПО = поразки в овертаймі, П = поразки,  Ш = закинуті та пропущені шайби, О = набрані очки
Згідно з регламентом за перемогу - три очка, за перемогу в овертаймі - два очка, за поразку в овертаймі - одне очко.

## Серія за збереження місця у лізі
- Кассель Хаскіс — Дуйсбург 3:6, 4:5 ОТ, 3:2, 2:5, 3:4

## Плей-оф

### Чвертьфінали
- ДЕГ Метро Старс — Гамбург Фрізерс 3:2 ОТ, 2:4, 4:1, 2:3, 4:3 ОТ, 4:2
- Нюрнберг Айс Тайгерс — Кельнер Гайє 3:4, 0:4, 3:4 ОТ, 2:6
- Інгольштадт — Ганновер Скорпіонс 3:2, 1:2, 6:2, 2:3, 5:0, 1:5, 3:5
- Айсберен Берлін — Крефельдські Пінгвіни 2:4, 6:1, 5:4, 5:2, 4:1

### Півфінали
- Айсберен Берлін — Ганновер Скорпіонс 4:3 ОТ, 3:2, 5:3
- ДЕГ Метро Старс — Кельнер Гайє 3:2, 3:5, 6:1, 4:5 ОТ, 5:3

### Фінал
- Айсберен Берлін — ДЕГ Метро Старс 6:1, 2:0, 6:2